# 오수초등학교
오수초등학교는 대한민국 전북특별자치도 임실군에 있는 공립 초등학교이다.

## 학교 연혁
- 1917년 4월 1일 오수공립보통학교 개교
- 1938년 4월 1일 둔남공립심상소학교로 개칭
- 1941년 4월 1일 둔남공립국민학교로 개칭
- 1997년 3월 1일 오수서초등학교 통폐합
- 1998년 3월 1일 둔기초등학교, 봉천초등학교, 둔덕초등학교 통폐합
- 2014년 2월 11일 제95회 졸업(29명) 총12,880명 졸업
- 2014년 9월 1일 제26대 김영수 교장 부임
- 2015년 2월 13일 제96회 졸업(27명) 총12,907명 졸업

## 참고 자료
- 오수초등학교 - 한국교육학술정보원 학교알리미